# Classifica sprint (Tour de France)
La classifica sprint del Tour de France, era una delle classifiche accessorie della corsa a tappe francese, istituita nel 1966 e, salvo una mancata aggiudicazione nel 1967, continuò ad essere assegnata ininterrottamente fino al 1989, quando fu accorpata nella classifica a punti. Tra il 1966 e il 1970 la classifica era detta "Classifica dei punti caldi", mentre dal 1971 acquistò il titolo di "Classifica dei traguardi volanti", ma le regole di assegnazione erano le stesse. Fu effettivamente indossata dai ciclisti solo dal 1984.Il leader della classifica indossava la maglia rossa.
Il primo ciclista che si aggiudicò la speciale classifica fu l'italiano Guido Neri, mentre il plurivittorioso fu l'irlandese Sean Kelly con tre successi.

## Albo d'oro
| Anno | Corridore                 | Squadra                        | Altre classifiche |
| ---- | ------------------------- | ------------------------------ | ----------------- |
| 1966 | Guido Neri                | Molteni                        | -                 |
| 1968 | Georges Vandenberghe      | Belgio B                       | -                 |
| 1969 | Eric Leman                | Flandria-De Clerck-Krüger      | -                 |
| 1970 | Cyrille Guimard           | Fagor-Mercier-Hutchinson       | -                 |
| 1971 | Pieter Nassen             | Mars-Flandria                  | -                 |
| 1972 | Willy Teirlinck           | Sonolor                        | -                 |
| 1973 | Marc Demeyer              | Carpenter-Shimano-Flandria     | -                 |
| 1974 | Barry Hoban               | Gan-Mercier-Hutchinson         | -                 |
| 1975 | Marc Demeyer              | Carpenter-Confortluxe-Flandria | -                 |
| 1976 | Robert Mintkiewicz        | Gitane-Campagnolo              | -                 |
| 1977 | Pierre-Raymond Villemiane | Gitane-Campagnolo              | -                 |
| 1978 | Jacques Bossis            | Renault-Gitane                 | -                 |
| 1979 | Willy Teirlinck           | KAS-Campagnolo                 | -                 |
| 1980 | Rudy Pevenage             | Ijsboerke-Warncke Eis          | Punti             |
| 1981 | Freddy Maertens           | Boule d'Or-Sunair              | Punti             |
| 1982 | Sean Kelly                | Sem-France Loire-Campagnolo    | Punti             |
| 1983 | Sean Kelly                | Sem-Reydel-Mavic               | Punti             |
| 1984 | Jacques Hanegraaf         | Kwantum Hallen-Decosol-Yoko    | -                 |
| 1985 | Jozef Lieckens            | Lotto-Eddy Merckx              | -                 |
| 1986 | Gerrit Solleveld          | Kwantum Hallen-Decosol-Yoko    | -                 |
| 1987 | Gilbert Duclos-Lassalle   | Z-Peugeot                      | -                 |
| 1988 | Frans Maassen             | Superconfex-Yoko               | -                 |
| 1989 | Sean Kelly                | PDM-Ultima-Concorde            | Punti             |